# Свети Атанасий (Кавала)
Вижте пояснителната страница за други значения на Свети Атанасий.
„Свети Атанасий“ (на гръцки: Ιερός Ναός Αγίου Αθανασίου) е възрожденска православна църква в град Кавала, Егейска Македония, Гърция, част от Филипийската, Неаполска и Тасоска епархия на Вселенската патриаршия.
Храмът е изграден от 1878 до 1888 година с дарения на християнската община. Пронаосът, както и другите сгради в комплекса са построени по-късно. В началото на XX век свещеник в църквата е Спиридон Влахос, който използва храма като склад за оръжие на четите на гръцката пропаганда в Македония, сражаващи се с българските чети на ВМОРО.
Интериорът на храма е претърпял много промени. Има женска църква. Иконостасът е много висок, като освен царските икони има и три реда малки икони.